# Grand Prix cycliste de Montréal 2011
Le Grand Prix cycliste de Montréal 2011 est la deuxième édition du Grand Prix cycliste de Montréal organisée à Montréal, Québec (Canada). Avec le Grand Prix cycliste de Québec  qui se déroule deux jours plus tôt (le 9 septembre 2011), la course est l'une des deux seules épreuves World Tour organisées en Amérique du Nord. La victoire revient au Portugais Rui Costa. Il s'agit de sa première grande victoire.

## Parcours

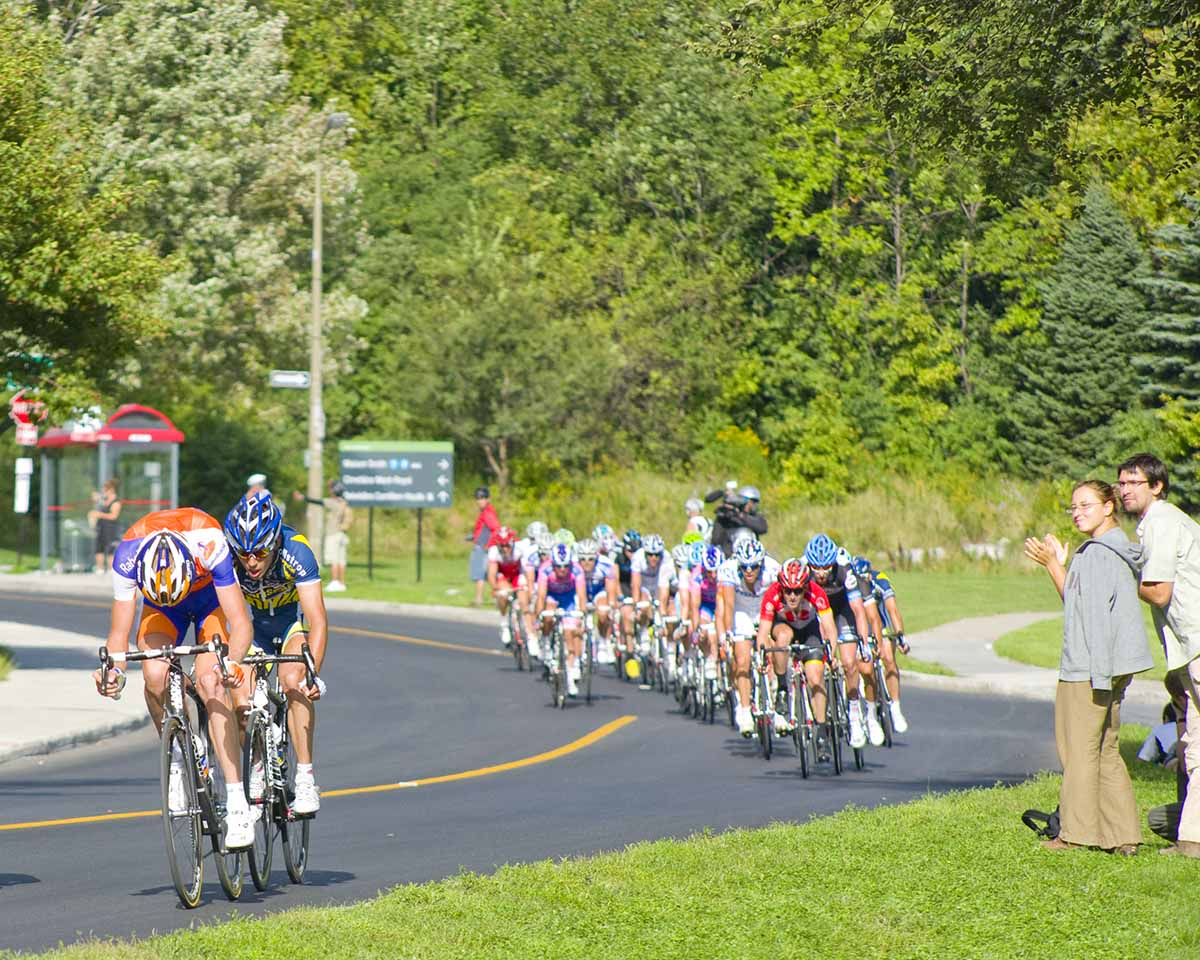
Sur le mont Royal

## Classement final
| #  | Coureur             | Pays      | Équipe             |    | Temps           | Points UCI |
| -- | ------------------- | --------- | ------------------ | -- | --------------- | ---------- |
| 1  | Rui Costa           | Portugal  | Movistar           | en | 5 h 20 min 16 s | 80         |
| 2  | Pierrick Fédrigo    | France    | FDJ                | +  | 0 s             | -          |
| 3  | Philippe Gilbert    | Belgique  | Omega Pharma-Lotto |    | 2 s             | 50         |
| 4  | Jürgen Roelandts    | Belgique  | Omega Pharma-Lotto |    | 2 s             | 40         |
| 5  | Stefan Denifl       | Autriche  | Leopard-Trek       |    | 2 s             | 30         |
| 6  | Daniele Pietropolli | Italie    | Lampre-ISD         |    | 4 s             | 22         |
| 7  | Marco Marcato       | Italie    | Vacansoleil-DCM    |    | 4 s             | 14         |
| 8  | Arthur Vichot       | France    | FDJ                |    | 4 s             | -          |
| 9  | Rinaldo Nocentini   | Italie    | AG2R La Mondiale   |    | 4 s             | 6          |
| 10 | Fabian Wegmann      | Allemagne | Leopard-Trek       |    | 4 s             | 2          |

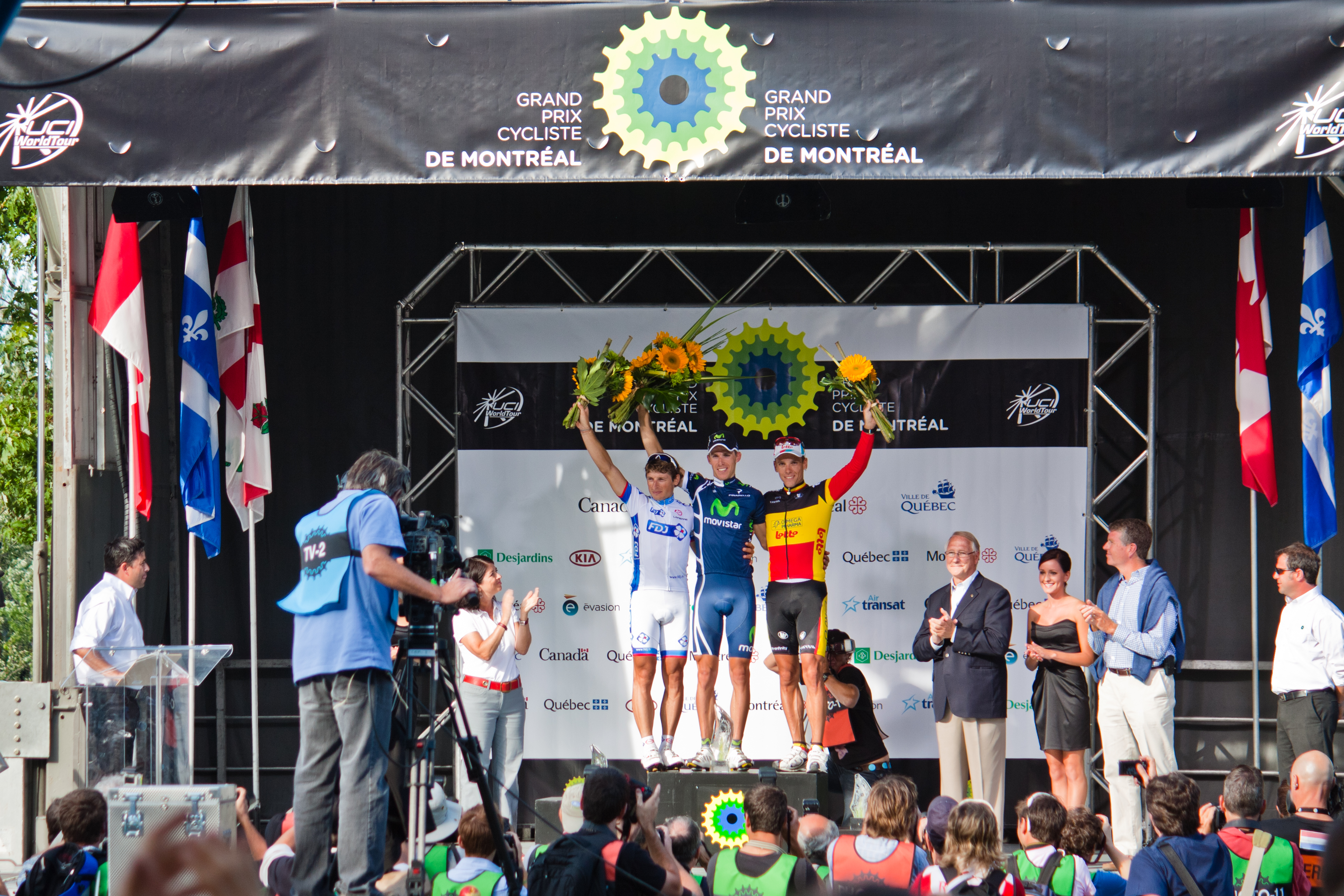
Sur le podium

Meilleur grimpeur:  Danny Pate (HTC-Highroad)
Meilleur canadien:  Ryder Hesjedal (Garmin-Cervélo)
Cycliste le plus combatif:  Yukiya Arashiro (Europcar)